# اداره امور عمومی
اداره امور عمومی (به انگلیسی: Public administration)، به‌کارگیری سیاست‌گذاری‌های دولت و نیز یک رشتهٔ دانشگاهی است که به مطالعهٔ این به‌کارگیری می‌پردازد و کارمندان دولت را برای این کار آماده می‌سازد. بعنوان یک حوزهٔ مورد پژوهش با قلمروهای گوناگون، هدف بنیادی آن پیشبرد مدیریت و سیاست‌ها برای امکان‌پذیر ساختن عملکرد دولت است. برخی از تعاریف گوناگون که برای آن ارائه شده‌اند اینها هستند: «مدیریت برنامه‌های عمومی»؛ «ترجمان سیاست‌ها به واقعیتی که شهروندان هرروزه می‌بینند»؛ و «مطالعهٔ تصمیم‌گیری‌های دولت، تحلیل سیاست‌ها، ورودی‌های گوناگونی که آن‌ها را تولید کرده‌اند، و ورودی‌هایی که برای تولید سیاست‌های جایگزین لازم هستند».
اداره امور عمومی به‌طور مرکزی با سازماندهی سیاست‌ها و برنامه‌های دولت و نیز رفتار مسئولان (معمولاً غیرمنتخب) که به‌طور رسمی پاسخگوی عملکردشان هستند، سروکار دارد. بسیاری از کارکنان عمومی غیرمنتخب را می‌توان بعنوان اداره‌کنندگان امور عمومی در نظر گرفت که شامل سران شهر، کشور، منطقه، ایالت و واحدهای فدرال مثل مدیران بودجهٔ شهری، اداره‌کنندگان منابع انسانی، مدیران شهر، مدیران آمار، مدیران ایالت، و وزیران کابینه می‌باشد.